# Optički disk
 Ovo je glavno značenje pojma Optički disk. Za druga značenja pogledajte Optički disk (nosač podataka).
Optički disk ili početak vidnog živca je mjesto gdje aksoni ganglijskih stanica izlaze iz oka formirajući vidni živac. Tu nema štapića ni čunjića koji su osjetljivi na svjetlost. To uzrokuje prekid u vidnom polju nazvan slijepa pjega (fiziološka slijepa pjega, fiziološki skotom). Početak vidnog živca u normalnom ljudskom oku nosi 1-1.2 milijuna neurona od oka ka mozgu.

## Anatomija
Optički disk je smješten 3 do 4 mm nazalno od fovee. Ovalan je u okomitom smjeru, prosječne veličine 1.76 mm u vodoravnom smjeru i 1.92 u vertikalnom. U središtu ima malo uleknuće koje varira u veličini, zvano fiziološka ekskavacija.

## Klinički pregled
Oko je jedinstveno zbog prozirnosti svojeg optičkog aparata. S odgovarajućom optičkom opremom i lećama, moguće je pregledati gotovo sve strukture oka. Optički disk može se pregledati pomoću direktnog oftalmoskopa. Pregled biomikroskopom uz prikladne asferične fokusirajuće leće (biomikroskopska indirektna oftalmoskopija) pruža mogućnost detaljnog stereoskopskog pregleda optičkog diska i struktura unutar oka. Pregled optičkog diska oftalmoskopom ili biomikroskopom daje uvid u stanje optičkog živca. 
Takavi pregledom liječnik uočava boju i veličinu fiziološke ekskavacije optičkog diska, oštrinu rubova, edem, krvarenje, ili bilo koju drugu anomaliju, a korisno je u otkrivanju glaukoma i ostalih optičkih neuropatija, optičkog neuritisa, prednje ishemičke neuropatije vidnog živca itd.
Žene u naprednom stadiju trudnoće s preeklampsijom trebale bi biti oftalmološki pregledane, kako bi se pregledom optičkog diska što ranije otkrio porast intrakranijalnog tlaka.

## Slikovna dijagnostika optičkog diska
Uobičajeno snimanje kamerom u boji je zlatni standard u slikovnoj dijagnostici, a zahtjeva iskusnog fotografa, tehničara i oftalmologa za snimanje standardiziranih slika optičkog diska. Stereoskopske slike (danas ih automatski snimaju posebne fundus-kamere) omogućuju kontinuirano praćenje sumnjivih promjena. 
HR tomografija i optička koherencijska tomografija su kompjutorizirane tehnike za slikovni prikaz struktura oka, uključujući optički disk. Njima se kvantitativno ispituju živčana vlakna optičkog diska i susjedne mrežnice, uz pomoć statističke obrade podataka dobivenih snimanjem i uspoređujući ih s bazom podataka prethodno prikazanog zdravog stanovništa. One su korisne za inicijalni pregled kao i ka kontinuirano praćenje sitnih promjena u građi optičkog diska. Međutim, treba napomenuti da slike neće dati uvjerljiv dokaz za kliničku dijagnozu, već ih treba nadopuniti serijom fizioloških testiranja funkcionalnih promjena, kao što je perimetrija (ispitivanje vidnog polja), te detaljan oftalmološki pregled.